# Бордж-эль-Хауас
Бордж-эль-Хауас (араб. برج الحواس‎) — небольшой город и коммуна на юго-востоке Алжира, в вилайете Иллизи. Входит в состав округа Джанет.

## Географическое положение
Город находится на юге вилайета, в южной части плато Тассилин-Адджер, на расстоянии приблизительно 1400 километров к юго-востоку от столицы страны Алжира. Абсолютная высота — 1088 метров над уровнем моря. 

Коммуна Бордж-эль-Хауас граничит с коммунами Джанет и Иллизи, а также с территорией вилайета Таманрассет. Её площадь составляет 28 725 км².

## Климат
Климат города характеризуется как аридный жаркий (BWh в классификации климатов Кёппена). Осадки в течение года практически отсутствуют (среднегодовое количество — 21 мм). Средняя годовая температура составляет 23,1 °C. Средняя температура самого холодного месяца (января) составляет 11,9 °С, самого жаркого месяца (июня) — 31,6 °С..

## Население
По данным официальной переписи 2008 года численность населения коммуны составляла 2963 человека. Доля мужского населения составляла 53,3 %, женского — соответственно 46,7 %. Уровень грамотности населения составлял 60,9 %. Уровень грамотности среди мужчин составлял 77,6 %, среди женщин — 40,5 %. 2,2 % жителей Бордж-эль-Хауаса имели высшее образование, 7 % — среднее образование.

## Транспорт
Через город проходит национальное шоссе N3.